# Eulepidotis albula
Eulepidotis albula är en fjärilsart som beskrevs av Bar 1876. Eulepidotis albula ingår i släktet Eulepidotis och familjen nattflyn. Inga underarter finns listade i Catalogue of Life.